# Елеонора фон Фюрстенберг
Елеонора фон Фюрстенберг (на немски: Eleonore von Fürstenberg; * 11 октомври 1523; † 23 юни 1544, Буксвилер, Франция) от род Фюрстенберг, е чрез женитба графиня на Ханау-Лихтенберг.

## Живот
Тя е дъщеря на граф Фридрих III фон Фюрстенберг († 1559) и съпругата му графиня Анна фон Верденберг-Хайлигенберг († 1554), наследничка на Хайлигенберг, дъщеря на граф Кристоф фон Верденберг-Хайлигенберг (1480 – 1534) и Елеонора Гонзага (1488 – 1512), дъщеря на граф Джанфранческо Гонзага от Сабионета (1446 – 1496).
Елеонора се омъжва на 22 август 1538 г. в Хайлигенберг за граф Филип IV фон Ханау-Лихтенберг (1514 – 1590). Тя е протестантка и подготвя съпруга си за въвеждането на Реформацията.
Умира на 20 години по време на раждане и е погребана в абатството „Ст. Аделфи“ в Невилер в Елзас.

## Деца
Елеонора и Филип IV фон Ханау-Лихтенберг имат децата:
- Амалия (1540)
- Филип V (1541 – 1599), граф на Ханау-Лихтенберг (1590 – 1599), женен 1560 г. за пфалцграфиня Лудовика Маргарета фон Цвайбрюкен-Бич (1540 – 1569), през 1572 г. за графиня Катарина фон Вид (1552 – 1584) и 1586 г. за шенкин Агата цу Лимпург-Оберзонтхайм (1561 – 1623)
- Анна Сибила (1542 – 1612), омъжена 1562 г. за граф Лудвиг I фон Флекенщайн (1542 – 1577)
- Йохана (1543 – 1599), омъжена 1563 г. за Волфганг фон Изенбург-Ронебург (1533 – 1597), разведена 1573
- Елеонора (1544 – 1585), омъжена за Албрехт фон Хоенлое-Вайкерсхайм-Лангенбург (1543 – 1575).